# Wereldkampioenschap waterski racing
Het wereldkampioenschap waterski racing is een tweejaarlijks kampioenschap georganiseerd door de International Waterski & Wakeboard Federation (IWWF) voor waterskiërs. De eerste editie vond plaats in het Britse Whitstable.

## Erelijst
| Editie | Jaar | Locatie     | Dames             | Heren             |
| ------ | ---- | ----------- | ----------------- | ----------------- |
| 1      | 1979 | Whitstable  | Bronwyn Wright    | Richie Wayne      |
| 2      | 1981 | Milaan      | Elisabeth Hobbs   | Danny Bertels     |
| 3      | 1983 | Sydney      | Elisabeth Hobbs   | Danny Bertels     |
| 4      | 1985 | Barcelona   | Debbie Nordblad   | Mark Pickering    |
| 5      | 1987 | Sydney      | Tania Williams    | Steven Moore      |
| 6      | 1989 | Lecco       | Marcha Fitzgerald | Ian Dipple        |
| 7      | 1991 | Darwin      | Debbie Nordblad   | Paul Robertson    |
| 8      | 1993 | Vichy       | Leanne Brown      | Kirk Book         |
| 9      | 1995 | Viersel     | Leanne Brown      | Stefano Gregorio  |
| 10     | 1997 | Sydney      | Leanne Brown      | Wayne Mawer       |
| 11     | 1999 | Oropesa     | Joanne Hamilton   | Stephen Robertson |
| 12     | 2001 | Las Vegas   | Ann Procter       | Stephen Robertson |
| 13     | 2003 | Long Beach  | Ann Procter       | Martie Wells      |
| 14     | 2005 | Hunstanton  | Kim Lumley        | Todd Haig         |
| 15     | 2007 | Rotorua     | Ann Procter       | Jason Walmsley    |
| 16     | 2009 | Antwerpen   | Kim Lumley        | Wayne Mawer       |
| 17     | 2011 | Moreton Bay | Katelin Wendt     | Chris Stout       |
| 18     | 2013 | Tenerife    | Trudi Stout       | Wayne Mawer       |
| 19     | 2015 | Wellington  | Leanne Campbell   | Peter Procter     |
| 20     | 2017 | Seattle     | Chelsea Blight    | Ben Gulley        |
| 21     | 2019 | Vichy       | Ellen Jones       | Ben Gulley        |